# Curling az 1988. évi téli olimpiai játékokon
Az 1988. évi téli olimpiai játékokon a curling 1932 után újra bemutató sportágként szerepelt a téli olimpia programjában.

## Éremtáblázat
(A rendező nemzet csapata eltérő háttérszínnel, az egyes számoszlopok legmagasabb értéke vagy értékei vastagítással kiemelve.)
| Az 1988. évi téli olimpiai játékok éremtáblázata curlingben | Az 1988. évi téli olimpiai játékok éremtáblázata curlingben | Az 1988. évi téli olimpiai játékok éremtáblázata curlingben | Az 1988. évi téli olimpiai játékok éremtáblázata curlingben | Az 1988. évi téli olimpiai játékok éremtáblázata curlingben | Olimpia  |
|                                                             | Nemzet                                                      | Arany                                                       | Ezüst                                                       | Bronz                                                       | Összesen |
| 1.                                                          | Norvégia (NOR)                                              | 1                                                           | 0                                                           | 1                                                           | 2        |
| 1.                                                          | Kanada (CAN)                                                | 1                                                           | 0                                                           | 1                                                           | 2        |
|                                                             |                                                             |                                                             |                                                             |                                                             |          |
| 3.                                                          | Svájc (SUI)                                                 | 0                                                           | 1                                                           | 0                                                           | 1        |
| 3.                                                          | Svédország (SWE)                                            | 0                                                           | 1                                                           | 0                                                           | 1        |
|                                                             |                                                             |                                                             |                                                             |                                                             |          |
| Összesen                                                    | Összesen                                                    | 2                                                           | 2                                                           | 2                                                           | 6        |

## Érmesek

### Férfi torna
| Az 1988. évi téli olimpiai játékok érmesei férfi curlingben     | Az 1988. évi téli olimpiai játékok érmesei férfi curlingben        | Az 1988. évi téli olimpiai játékok érmesei férfi curlingben  | Az 1988. évi téli olimpiai játékok érmesei férfi curlingben |
| --------------------------------------------------------------- | ------------------------------------------------------------------ | ------------------------------------------------------------ | ----------------------------------------------------------- |
| Arany                                                           | Ezüst                                                              | Bronz                                                        |                                                             |
| Norvégia (NOR)                                                  | Svájc (SUI)                                                        | Kanada (CAN)                                                 |                                                             |
| Eigil Ramsfjell Sjur Loen Morten Søgaard Bo Bakke Gunnar Meland | Hans-Jürg Lips Rico Simen Stefan Luder Peter Lips Mario Fluckinger | Ed Lukowich John Ferguson Neil Houston Brent Syme Wayne Hart |                                                             |

### Női torna
| Az 1988. évi téli olimpiai játékok érmesei női curlingben       | Az 1988. évi téli olimpiai játékok érmesei női curlingben                        | Az 1988. évi téli olimpiai játékok érmesei női curlingben                   | Az 1988. évi téli olimpiai játékok érmesei női curlingben |
| --------------------------------------------------------------- | -------------------------------------------------------------------------------- | --------------------------------------------------------------------------- | --------------------------------------------------------- |
| Arany                                                           | Ezüst                                                                            | Bronz                                                                       |                                                           |
| Kanada (CAN)                                                    | Svédország (SWE)                                                                 | Norvégia (NOR)                                                              |                                                           |
| Linda Moore Lindsay Sparkes Debbie Jones Penny Ryan Patti Vande | Elisabeth Högström Monika Jansson Birgitta Sewik Marie Henriksson Anette Norberg | Trine Trulsen Dordi Nordby Hanne Pettersen Mette Halvorsen Marianne Aspelin |                                                           |